# Nierówność Jensena

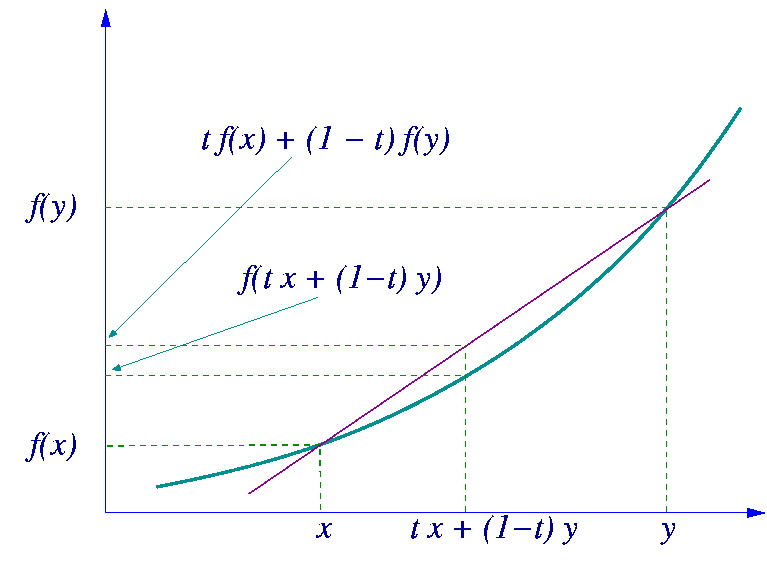
Nierówność Jensena przedstawiona graficznie

Nierówność Jensena – nierówność między wartością funkcji wypukłej określonej dla kombinacji wypukłej pewnych argumentów a wypukłą kombinacją wartości funkcji w tych argumentach, przy czym obie kombinacje wypukłe mają te same współczynniki. Nazwa nierówności pochodzi od nazwiska Johana Jensena, duńskiego matematyka i inżyniera.

## Twierdzenie
Dla dowolnych liczb {\displaystyle a_{1},a_{2},\dots ,a_{n}\in [0,1],} nazywanych wagami, spełniających warunek:
{\displaystyle a_{1}+a_{2}+\ldots +a_{n}=1,}
dla dowolnego przedziału {\displaystyle P\subseteq \mathbb {R} ,} dowolnych liczb
{\displaystyle x_{1},x_{2},\dots ,x_{n}\in P}
i dowolnej funkcji {\displaystyle f} wypukłej w {\displaystyle P,}
prawdziwa jest nierówność:
{\displaystyle f\left(\sum _{i=1}^{n}a_{i}x_{i}\right)\leqslant \sum _{i=1}^{n}a_{i}f(x_{i}).}
Dla funkcji wklęsłych prawdziwa jest nierówność w przeciwną stronę.

## Dowód

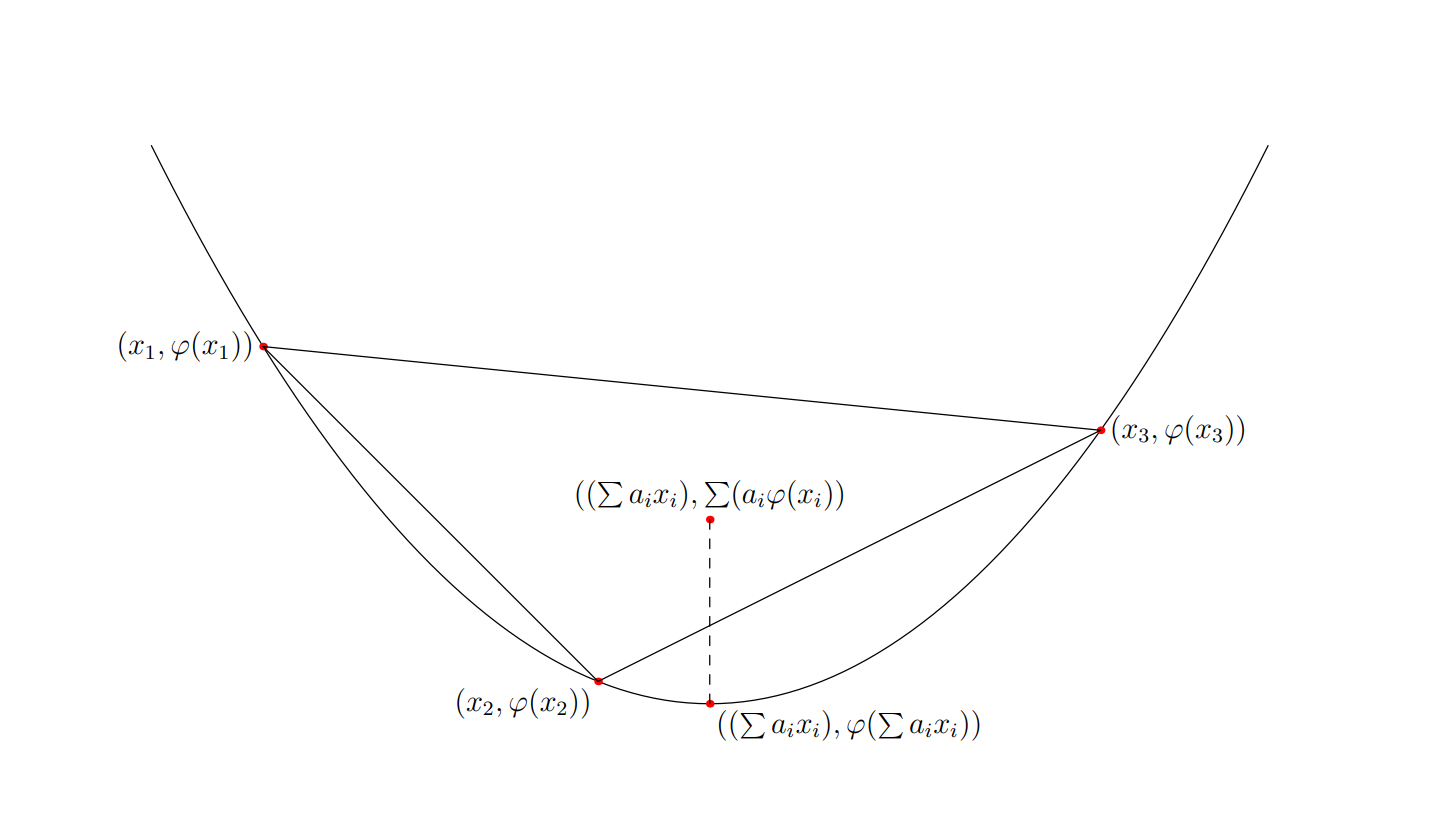
Obrazkowy dowód nierówności Jensena. Punkt będący średnią ważoną punktów znajduje się w ich otoczce wypukłej, która (z wypukłości) leży nad wykresem funkcji.

Dowód indukcyjny ze względu na {\displaystyle n.}
Dla {\displaystyle n=1} nierówność jest oczywista. Dla {\displaystyle n=2} uzyskujemy definicję funkcji wypukłej.
Niech {\displaystyle n\geqslant 2.} Założenie indukcyjne jest następujące:
{\displaystyle f\left(\sum _{i=1}^{n}a_{i}x_{i}\right)\leqslant \sum _{i=1}^{n}a_{i}f(x_{i}),}
gdzie {\displaystyle x_{i}} należą do przedziału {\displaystyle P} oraz {\displaystyle a_{1}+a_{2}+\ldots +a_{n}=1.}
Teza indukcyjna to:
{\displaystyle f\left(\sum _{i=1}^{n+1}b_{i}x_{i}\right)\leqslant \sum _{i=1}^{n+1}b_{i}f(x_{i}),}
gdzie {\displaystyle x_{i}} należą do przedziału {\displaystyle P} oraz {\displaystyle b_{1}+b_{2}+\ldots +b_{n+1}=1.}

Niech {\displaystyle x_{i}\in P} dla {\displaystyle i=1,...,n+1} oraz {\displaystyle b_{1}+b_{2}+\ldots +b_{n+1}=1.} Bez straty ogólności można założyć, że {\displaystyle b_{n+1}\neq 0}.
Przekształcimy sumę {\displaystyle \sum _{i=1}^{n+1}b_{i}x_{i}} tak, by można było zastosować do niej założenie indukcyjne oraz wypukłość {\displaystyle f}. Spójrzmy na następujące wyrażenie:
{\displaystyle b_{n}x_{n}+b_{n+1}x_{n+1}=(b_{n}+b_{n+1})({\frac {b_{n}}{b_{n}+b_{n+1}}}x_{n}+{\frac {b_{n+1}}{b_{n}+b_{n+1}}}x_{n+1})},
oraz połóżmy {\displaystyle \alpha ={\frac {b_{n}}{b_{n}+b_{n+1}}}}, {\displaystyle \beta ={\frac {b_{n+1}}{b_{n}+b_{n+1}}}}. W ten sposób redukujemy dwa składniki w naszej sumie do jednego, a ponieważ {\displaystyle \alpha +\beta =1}, to 
1. {\displaystyle \alpha x_{n}+\beta x_{n+1}\in P}  z charakteryzacji przedziału na {\displaystyle \mathbb {R} }, tj. dla dowolnych {\displaystyle x,y\in P} oraz {\displaystyle \alpha ,\beta \geq 0} takich, że {\displaystyle \alpha +\beta =1}, zachodzi {\displaystyle \alpha x+\beta y\in P}
2. można do wyrażenia {\displaystyle \alpha x_{n}+\beta x_{n+1}} zastosować definicję wypukłości {\displaystyle f}.

Otrzymujemy stąd szacowania
{\displaystyle f\left(\sum _{i=1}^{n+1}b_{i}x_{i}\right)=f(b_{1}x_{1}+...+b_{n}x_{n}+b_{n+1}x_{n+1})=f\left(b_{1}x_{1}+...+(b_{n}+b_{n+1})(\alpha x_{n}+\beta x_{n+1})\right)\leq }
{\displaystyle \leq b_{1}f(x_{1})+...+(b_{n}+b_{n+1})f\left(\alpha x_{n}+\beta x_{n+1}\right)\leq b_{1}f(x_{1})+...+(b_{n}+b_{n+1})(\alpha f(x_{n})+\beta f(x_{n+1})),}
gdzie pierwszą nierówność uzyskujemy z zastosowania założenia indukcyjnego (bo na mocy 1. powyżej, {\displaystyle \alpha x_{n}+\beta x_{n+1}\in P} oraz suma wszystkich współczynników to z założenia 1), a drugą z wypukłości {\displaystyle f}.
Zauważmy, że ostatnie wyrażenie w powyższym szacowaniu jest szukaną sumą:
{\displaystyle b_{1}f(x_{1})+...+(b_{n}+b_{n+1})(\alpha f(x_{n})+\beta f(x_{n+1}))=}
{\displaystyle b_{1}f(x_{1})+...+(b_{n}+b_{n+1})\left({\frac {b_{n}}{b_{n}+b_{n+1}}}f(x_{n})+{\frac {b_{n+1}}{b_{n}+b_{n+1}}}f(x_{n+1})\right)=}
{\displaystyle =b_{1}f(x_{1})+...+b_{n}f(x_{n})+b_{n+1}f(x_{n+1})=\sum _{i=1}^{n+1}b_{i}f(x_{i})}.
A zatem otrzymaliśmy
{\displaystyle f\left(\sum _{i=1}^{n+1}b_{i}x_{i}\right)\leqslant \sum _{i=1}^{n+1}b_{i}f(x_{i}),}
co kończy dowód indukcyjny.

### Funkcja wklęsła
Aby udowodnić nierówność gdy {\displaystyle f} jest funkcją wklęsłą, wystarczy zauważyć, że {\displaystyle -f} jest funkcją wypukłą. Stąd oraz nierówności Jensena:
{\displaystyle (-f)\left(\sum _{i=1}^{n}a_{i}x_{i}\right)\leqslant \sum _{i=1}^{n}a_{i}(-f)(x_{i}),}
co jest równoważne nierówności
{\displaystyle f\left(\sum _{i=1}^{n}a_{i}x_{i}\right)\geqslant \sum _{i=1}^{n}a_{i}f(x_{i}).}

## Nierówność Jensena w rachunku prawdopodobieństwa
Niech {\displaystyle f:\mathbb {R} \to \mathbb {R} } będzie funkcją wypukłą, {\displaystyle X} będzie zmienną losową, oraz {\displaystyle f,\ f(X)} będą całkowalne. Wówczas dla wartości oczekiwanej nierówność ma postać:
- {\displaystyle f{\big (}\mathbb {E} (X){\big )}\leqslant \mathbb {E} {\big (}f(X){\big )}.}

Jeżeli ponadto {\displaystyle {\mathcal {G}}} jest odpowiednim σ-ciałem zdarzeń, to dla warunkowej wartości oczekiwanej nierówność ma postać:
- {\displaystyle f{\big (}\mathbb {E} (X|{\mathcal {G}}){\big )}\leqslant \mathbb {E} {\big (}f(X){\big |}{\mathcal {G}}{\big )}.}